# Tijuana Moods
Albums de Charles Mingus
Oh Yeah
(1961) The Black Saint and the Sinner Lady
(1963)
Tijuana Moods est un album du contrebassiste de jazz Charles Mingus enregistré en 1957 et publié en 1962 par RCA.

## À propos de l'album
Tijuana Moods est une sorte de « concept album », inspiré par un voyage à Tijuana au Mexique, présentant une suite durant 36 minutes, combinant composition et improvisation. Il comprend deux « tone poems » de plus de 10 minutes, Ysabel's Table Dance, inspiré par les danses des strip-teaseuses des cabarets mal famés de Tijuana, et Los Mariachis. Ces morceaux sont encadrés de standards (Dizzy's Moods, basé sur le Woody'N You de Dizzy Gillespie, et Flamingo), avec au centre le labyrinthique Tijuana Gift Shop.
La musique de Mingus étant réputée difficile à lire, il abandonna les partitions, pour apprendre les morceaux à ses musiciens « quatre mesures par quatre mesures », selon les mots du tromboniste Jimmy Knepper.
L'album est publié sous le nom de « Charlie » Mingus, mais on sait que Mingus détestait tous les diminutifs de Charles : « Ne m'appelez pas Charlie, ce n'est pas un prénom, c'est un nom de cheval. »
Mingus a dit de cet album que c'était son meilleur disque, sur lequel il a poussé tous ses musiciens à se dépasser.
Cet album a été nommé aux cinquièmes Grammy Awards (1962) dans la catégorie de la meilleure performance jazz (soliste ou petite formation) ainsi que dans la catégorie de la meilleure composition originale de jazz.

## Titres
| No | Titre                                | Musique                          | Durée |
| -- | ------------------------------------ | -------------------------------- | ----- |
| 1. | Dizzy Moods                          | Charles Mingus                   | 5:52  |
| 2. | Ysabel's Table Dance                 | Charles Mingus                   | 10:28 |
| 3. | Tijuana Gift Shop                    | Charles Mingus                   | 3:48  |
| 4. | Los Mariachis (The Street Musicians) | Charles Mingus                   | 10:22 |
| 5. | Flamingo (en)                        | Ted Grouya (en), Edmund Anderson | 5:35  |

### Autres éditions
Il est réédité en CD par BMG en 1996 sous le titre New Tijuana Moods avec quatre prises alternatives. Deux autres rééditions en double-CD avec des prises inédites ont été commercialisées par RCA Victor en 2000 et par Columbia/Legacy en 2010.

## Musiciens
- Charles Mingus (contrebasse)
- Jimmy Knepper (trombone)
- Curtis Porter, (Shafi Hadi) (alto)
- Clarence Shaw (trompette)
- Bill Triglia (piano)
- Dannie Richmond (batterie)
- Frankie Dunlop (percussion)
- Ysabel Morel (castagnettes, voix)
- Lonnie Elder (voix)